# Nerio Malvezzi de' Medici
Pour les articles homonymes, voir Famille Malvezzi.
Nerio Malvezzi de' Medici (Bologne, 2 octobre 1856 - Bologne, 11 janvier 1929) était un homme politique italien.

## Biographie
Fils du patriote et sénateur Giovanni Luigi Malvezzi de' Medici, issu d'une noble famille bolonaise, et d'Augusta Tanari, il consacre sa jeunesse aux études et obtient une licence en sciences juridiques. Il était docteur honoraire du Collegio filologico, académicien honoraire de la Reale accademia delle scienze, membre du Consiglio superiore degli archivi di stato et membre de la Regia deputazione di storia patria per le province della Romagna. Grâce à sa médiation, la maison et la bibliothèque de Giosuè Carducci ont été achetées par la reine Marguerite de Savoie et données par elle à la ville de Bologne.

### La vie politique
Il est député aux XXIe (1900) et XXIIe (1904) législatures, ministre de l'Agriculture, de l'Industrie et du Commerce du 26 décembre 1905 au 8 février 1906, dans le deuxième gouvernement Fortis. Le 4 avril 1909, il est nommé sénateur du royaume d'Italie.
Il décède à Bologne le 11 janvier 1929.Il a été commémoré au Sénat lors de la séance du 29 avril 1929.

### Fonctions administratives
- Membre du conseil municipal de Bologne (1895)
- Conseiller municipal de Bologne (1895-1902)
- Conseiller provincial de Bologne (12 août 1895-15 décembre 1904)
- Conseiller pour l'éducation publique de la municipalité de Bologne

### Postes et titres
- Conseiller de la Cassa di Risparmio di Bologna
- Membre du conseil des archives d'État (3 décembre 1906-26 juin 1918, assiste également aux réunions suivantes mais n'apparaît pas comme membre)
- Membre du conseil supérieur de l'instruction publique (26 février 1912-30 juin 1913) (7 avril 1916-30 juin 1917)
- Membre titulaire de la députation d'histoire de la patrie pour les provinces de la Romagne

### Commissions sénatoriales
- Membre de la commission des finances (2 décembre-8 décembre 1913. Démission)
- Membre de la commission du règlement (14 décembre 1914-29 septembre 1919) (6 décembre 1919-15 mai 1920. démissionnaire)
- Membre de la commission de vérification des titres des nouveaux sénateurs (11 mars 1915-29 septembre 1919) (5 décembre 1919-7 avril 1921)
- Membre de la commission d'examen des projets de loi "Prolongation de la XXIVe législature" et "Octroi des droits électoraux aux citoyens ayant servi dans l'armée" (27 avril 1918)
- Membre de la Ccmmission pour l'examen du projet de loi "Inhumation du corps du Cav. Giuseppe Manfredi, ancien président du Sénat du Royaume, dans la Basilique Costantiniana della Steccata à Parme" (12 décembre 1918)
- Membre de la commission d'examen du projet de loi "Garanties et procédures d'avances sur les indemnités de dommages de guerre" (13 juillet 1922).
- Commissaire chargé du contrôle de l'administration du Fonds des cultes (23 décembre 1909-27 février 1912),
- Membre du Conseil central des écoles italiennes à l'étranger (13 mars 1911-31 mars 1915)

## Titres et distinctions Décorations

### Titres nobiliaires
- Marquis de Castel Guelfo, titre reconnu en 1892
- Comte, titre reconnu à son père Giovanni par décret ministériel du 18 octobre 1884
- Patricien de Bologne

### Décorations
- Commandeur de l'ordre des Saints-Maurice-et-Lazare

## Sources
- (it) Cet article est partiellement ou en totalité issu de l’article de Wikipédia en italien intitulé « Nerio Malvezzi de' Medici » (voir la liste des auteurs).